# Mannish Boy
"Mannish Boy" is een nummer van de Amerikaanse zanger en gitarist Muddy Waters. Het nummer verscheen niet op een album, maar werd in juni 1955 uitgebracht als single.

## Achtergrond
"Mannish Boy", oorspronkelijk getiteld "Manish Boy", is geschreven door Waters, Mel London en Bo Diddley en geproduceerd door de broers Leonard en Phil Chess. Het is een antwoordlied op "I'm a Man" van Bo Diddley, dat weer geïnspireerd was door "Hoochie Coochie Man" van Willie Dixon. Het nummer is opgenomen op 24 mei 1955 in Chicago en is de enige opname van Waters tussen januari 1953 en juni 1957 waar mondharmonicaspeler Little Walter niet op te horen was; Walter was op dat moment op tournee ter promotie van zijn nummer 1-hit "My Babe". Het is tevens een van de weinige studio-opnamen van Waters met Junior Wells. Ook gitarist Jimmy Rogers, drummer Fred Below en een vrouwenkoor zijn op het nummer te horen.
Waters nam tijdens zijn carrière meerdere versies van "Mannish Boy" op. In 1968 nam hij het opnieuw op voor het album Electric Mud, wat een poging was van Marshall Chess (zoon van Leonard) om de rockmarkt aan te spreken. In 1976 speelde hij het nummer tijdens The Last Waltz, het afscheidsconcert van The Band; deze versie verscheen in 1978 in de gelijknamige concertfilm en soundtrack. In 1977 nam hij het opnieuw op in de studio voor het album Hard Again, geproduceerd door Johnny Winter. Een liveversie van het nummer met Winter verscheen op het album Muddy "Mississippi" Waters - Live uit 1979.
Tijdens de oorspronkelijke uitgave verbleef "Mannish Boy" zes weken in de Amerikaanse R&B-lijsten, waarin het de vijfde positie bereikte. In 1986 werd het nummer opgenomen in de Blues Hall of Fame in de categorie "Classics of Blues Recordings". In 1988, vijf jaar na het overlijden van Waters, werd het nummer gebruikt in een commercial voor Levi's, waarop het in enkele landen opnieuw als single werd uitgebracht. In het Verenigd Koninkrijk bereikte het de 51e positie. In Nederland werd het een top 10-hit in zowel de Top 40 als de Nationale Hitparade, waarin het respectievelijk de achtste en zesde plaats haalde. In Vlaanderen werd de negentiende plaats in de BRT Top 30 behaald. Het is door de Rock and Roll Hall of Fame opgenomen in hun lijst "Songs that Shaped Rock and Roll". Ook is het door het tijdschrift Rolling Stone geplaatst op positie 230 in hun lijst The 500 Greatest Songs of All Time.
"Mannish Boy" werd gecoverd door The Rolling Stones tijdens hun concerten. In 1977 verscheen een liveversie van het nummer, opgenomen op 4 of 5 maart tijdens een concert in Toronto, uitgebracht op het album Love You Live.

## Hitnoteringen

### Nederlandse Top 40
| Hitnotering: 29-10-1988 t/m 10-12-1988 | Hitnotering: 29-10-1988 t/m 10-12-1988 | Hitnotering: 29-10-1988 t/m 10-12-1988 | Hitnotering: 29-10-1988 t/m 10-12-1988 | Hitnotering: 29-10-1988 t/m 10-12-1988 | Hitnotering: 29-10-1988 t/m 10-12-1988 | Hitnotering: 29-10-1988 t/m 10-12-1988 | Hitnotering: 29-10-1988 t/m 10-12-1988 | Hitnotering: 29-10-1988 t/m 10-12-1988 |
| Week                                   | 1                                      | 2                                      | 3                                      | 4                                      | 5                                      | 6                                      | 7                                      |                                        |
| -------------------------------------- | -------------------------------------- | -------------------------------------- | -------------------------------------- | -------------------------------------- | -------------------------------------- | -------------------------------------- | -------------------------------------- | -------------------------------------- |
| Positie                                | 20                                     | 10                                     | 8                                      | 10                                     | 15                                     | 26                                     | 40                                     | uit                                    |

### Nationale Hitparade
| Hitnotering: 15-10-1988 t/m 17-12-1988 | Hitnotering: 15-10-1988 t/m 17-12-1988 | Hitnotering: 15-10-1988 t/m 17-12-1988 | Hitnotering: 15-10-1988 t/m 17-12-1988 | Hitnotering: 15-10-1988 t/m 17-12-1988 | Hitnotering: 15-10-1988 t/m 17-12-1988 | Hitnotering: 15-10-1988 t/m 17-12-1988 | Hitnotering: 15-10-1988 t/m 17-12-1988 | Hitnotering: 15-10-1988 t/m 17-12-1988 | Hitnotering: 15-10-1988 t/m 17-12-1988 | Hitnotering: 15-10-1988 t/m 17-12-1988 | Hitnotering: 15-10-1988 t/m 17-12-1988 |
| Week                                   | 1                                      | 2                                      | 3                                      | 4                                      | 5                                      | 6                                      | 7                                      | 8                                      | 9                                      | 10                                     |                                        |
| -------------------------------------- | -------------------------------------- | -------------------------------------- | -------------------------------------- | -------------------------------------- | -------------------------------------- | -------------------------------------- | -------------------------------------- | -------------------------------------- | -------------------------------------- | -------------------------------------- | -------------------------------------- |
| Positie                                | 100                                    | 54                                     | 24                                     | 7                                      | 6                                      | 10                                     | 13                                     | 49                                     | 55                                     | 68                                     | uit                                    |

### NPO Radio 2 Top 2000
| Nummer met noteringen in de NPO Radio 2 Top 2000 | '03  | '04  | '05  | '06  | '07  | '08  | '09  | '10  | '11  | '12 | '13 | '14  | '15  | '16  | '17  | '18  | '19  | '20  | '21  | '22  | '23  |
| ------------------------------------------------ | ---- | ---- | ---- | ---- | ---- | ---- | ---- | ---- | ---- | --- | --- | ---- | ---- | ---- | ---- | ---- | ---- | ---- | ---- | ---- | ---- |
| Mannish Boy                                      | 1331 | 1295 | 1393 | 1445 | 1870 | 1596 | 1289 | 1349 | 1347 | 656 | 817 | 1150 | 1115 | 1000 | 1133 | 1432 | 1454 | 1554 | 1567 | 1724 | 1939 |

1. ↑  Een vetgedrukt getal geeft de hoogste notering aan.
2. ↑  2003 was het eerste jaar met een notering voor dit nummer.
3. ↑  Deze tabel is bijgewerkt tot en met de laatste editie (2024).